# スーパー・ブラック・マーケット・クラッシュ
スーパー・ブラック・マーケット・クラッシュ (Super Black Market Clash) はザ・クラッシュの1994年のコンピレーション・アルバム。B面曲や、アルバム未収録のレアトラックを集めたものである。1980年に10インチフォーマットで9曲のみ収録して発表された『ブラック・マーケット・クラッシュ』の再パッケージである。ジャケット表写真に写っているのは、幾度かクラッシュを手伝い、後にビッグ・オーディオ・ダイナマイトの創設メンバーとなったドン・レッツである。
このアルバムには『ブラック・マーケット・クラッシュ』に収録されていた曲のうち、「キャピタル・レディオ・ワン」、「ペテン」、「バンクロバー/ロバー・ダブ」と「ハルマゲドン・タイム」が収録されていない。本アルバムの時点で上記曲はすでに別のコンピレーション・アルバム『ザ・ストーリー・オブ・ザ・クラッシュ Vol.1』や『クラッシュ・オン・ブロードウェイ』、『ザ・シングルズ』に収録されており、このアルバムにとって有意では無いため、外された。また「プレッシャー・ドロップ」はオリジナル・ミックス版に差し替え、「ジャスティス・トゥナイト/キック・イット・オーヴァー」はイギリス盤12"収録のロング・ヴァージョンへと置き換えられた。
このアルバムは完全なB面曲のコンピレーションではないし、稀少音源をすべて集めてもいない。ただし、『コスト・オブ・リヴィングEP』やその他のB面曲で、CDに収録されていなかった「ザ・クール・アウト」（ザ・コール・アップのリミックス）や「ロング・タイム・ジャーク」（「ロック・ザ・カスバ」のB面に収録されたもののショート・エディット・ヴァージョン）などの貴重な曲を収録している。
2000年1月、他のクラッシュのアルバムと同時にリマスタ版が再リリースされた。オリジナル版では5曲目の「プレッシャー・ドロップ」と6曲目のザ・プリズナーが入れ替わっていた装訂のミスは修正されたが、修正後も「レディオ・クラッシュ」を「ディス・イズ・レディオ・クラッシュ」と間違った表記をしている（後者はシングルのA面曲であり、アルバムに含まれるのはそのB面曲である前者）。

## 収録曲
特記ない限り、ジョー・ストラマーとミック・ジョーンズの作。
1. 1977 - 1:41
2. リッスン (Listen) - 2:44
3. ジェイル・ギター・ドアーズ (Jail Guitar Doors) - 3:05
4. 死の街 (The City of the Dead) - 2:24
5. ザ・プリズナー (The Prisoner) - 3:01
6. プレッシャー・ドロップ (Pressure Drop)（トゥーツ・ビバート） - 3:26
7. 1-2・クラッシュ・オン・ユー (1-2 Crush on You) - 3:00
8. グルーヴィー・タイムズ (Groovy Times) - 3:31
9. ゲイツ・オブ・ザ・ウェスト (Gates of the West) - 3:27
10. キャピタル・レディオ・ツー (Capital Radio Two) - 3:20
11. タイム・イズ・タイト (Time Is Tight)（ブッカー・T・ジョーンズ） - 4:06
12. ジャスティス・トゥナイト/キック・イット・オーヴァー (Justice Tonight/Kick It Over)"（ウィリアムス、ミットゥ） - 8:54
13. ロバー・ダブ (Robber Dub) - 4:42
14. ザ・クール・アウト (The Cool Out) (ザ・クラッシュ：ストラマー、ジョーンズ、シムノン、ヒードン） - 3:54
15. ストップ・ザ・ワールド (Stop the World)（ザ・クラッシュ） - 2:32
16. マグニフィセント・ダンス (The Magnificent Dance)（ザ・クラッシュ） - 5:38
17. レディオ・クラッシュ (Radio Clash)（ザ・クラッシュ） - 4:10
18. ファースト・ナイト・バック・イン・ロンドン (First Night Back in London)（ザ・クラッシュ） - 3:00
19. ロング・タイム・ジャーク (Long Time Jerk)（ザ・クラッシュ） - 2:57
20. クール・コンフュージョン (Cool Confusion)（ザ・クラッシュ） - 3:15
21. ムスタファ・ダンス (Mustapha Dance)（ザ・クラッシュ） - 4:26

### メンバー
- ジョー・ストラマー - ボーカル、リズム・ギター、ピアノ
- ミック・ジョーンズ - ギター、ボーカル、ピアノ
- ポール・シムノン - ベース、ボーカル
- テリー・チャイムズ - ドラムス （「1977」、「リッスン」）
- トッパー・ヒードン - ドラムス、パーカッション